# Kara Yazidji
Kara Yazidji (vers 1540-1602) fou un cap dels rebels djelalis (o djalalis) a l'Imperi Otomà. "El seu origen és incert, però era d'origen turc", i va tenir diversos càrrecs militars.
Servia al sandjak de Malatya quan el sandjakbegi va ser revocat i davant l'amenaça tant pel governador com pels seus subordinats, entre els quals Kara Yazidji, de romandre sense feina, es van revoltar i van refusar entregar el comandament (1598).
Kara Yazidji es va passar als rebels djelalis. Per les tropes que tenia a les seves ordes aviat fou considerat un dels caps dels rebels. Quan va saber que es preparava una ofensiva del govern es va retirar a Marash i se li va unir el beglerbeg Hussein Paixà que estava revoltat a la regió de Karaman; amb l'exèrcit dels dos, uns 20.000 homes, van derrotar les forces del govern.
El govern va enviar una nova expedició dirigida per Sinan Paixà-zade Mehmed Paixà. Kara Yazidji es va instal·lar a la fortalesa d'Edessa on va quedar assetjat. Finalment el govern va fer un acord amb ell pel que fou nomenat sandjakbeg d'Ayntab a canvi d'entregar a Hussein Paixà. Però poc després fou atacat altre cop per les forces del govern dirigides per Sinan Pasha-zade Mehmed Pasha i després de causar i patir fortes pèrdues es va haver de retirar cap a Sivas, però per segona vegada es va reconciliar amb el govern i el va nomenar sandjakbeg d'Amasya mentre Sinan Pasha-zade Mehmed Pasha fou destituït el 1601.
Per les queixes dels habitants d'Amasya fou transferit a Çorum però quan va rebre l'orde d'unir-se a l'exèrcit que havia de combatre la revolta d'estudiants de Tars i Silifke, va entrar altra vegada en rebel·lia; va reunir molts voluntaris i va formar una força armada amb la que va ocupar temporalment Sivas per obtenir provisions, i mirava d'atacar Kastamonu quan fou enviat contra ell el governador de Bagdad Sokolli-zade Hasan Paixà amb soldats kurds i àrabs, i al mateix temps un contingent de soldats enviats des d'Istanbul manats per l'antic governador d'Alep Hadjdjdi Ibrahim Paixà; aquest darrer fou sorprès a Kaysariyye i derrotat, mentre les forces de Sokolli-zade Hasan Paixà s'enfrontaven en línies ètniques i Kara Yazidji el va atacar a la regió de Marash-Göksun, però va patir una greu derrota i va fugir a la regió de Djaniq (Samsun) on va morir el 1603.
El seu germà Deli Hassan el va substituir al front dels djelalis.